# Kampania półwyspowa
Kampania półwyspowa – jedna z głównych kampanii na froncie wschodnim podczas wojny secesyjnej. Działania wojenne trwały od marca do lipca 1862. Została podjęta przez Armię Potomaku, zorganizowaną i dowodzoną przez generała George’a McClellana na żądanie prezydenta Abrahama Lincolna w celu zajęcia stolicy konfederatów, Richmond.
Armia wyruszyła 17 marca z okolic Aleksandrii w stanie Wirginia. Dla przyspieszenia operacji i ominięcia przeciwnika, wojska Unii w rejon bezpośrednich działań, ruszyły drogą wodną docierając do Yorktown 4 kwietnia, gdzie napotykały niespodziewanie silny opór armii generała Johna Magrudera. Po miesięcznym oblężeniu McClellan zajął miasto, a wkrótce potem również Williamsburg i Norfolk. McClellan nie zdecydował się jednak zaatakować Richmond oczekując na wsparcie ze strony korpusu generała Irvina McDowella. Ich przybycie opóźniła znacznie podjęta przez generała Thomasa Jacksona Kampania w dolinie Shenandoah, ponieważ oddziały McDowella skierowane zostały do obrony Waszyngtonu. Sytuacja została wykorzystana przez generała Josepha Johnstona, który zaatakował Armię Potomaku. Obie strony poniosły znaczne straty w bitwie pod Seven Pines, która nie rozstrzygnęła losów kampanii, ale przekonała McClellana, że bez pomocy McDowella nie będzie w stanie zdobyć Richmond. Dnia 8 czerwca Lincoln podjął decyzję o wysłaniu McClellanowi 20 tysięcy żołnierzy z korpusu McDowella. Zamierzając przeszkodzić w połączeniu obu ugrupowań unijnych, dowódca Armii Północnej Wirginii, generał Robert E. Lee podjął działania, których skutkiem były rozpoczęte 25 czerwca bitwy siedmiodniowe. Wprawdzie konfederatom nie udało się rozbić Armii Potomaku, ale zmusili ją do wycofania i zakończenia kampanii półwyspowej.

## Bitwy kampanii półwyspowej
- Bitwa w zatoce Hampton Roads (8 marca – 9 marca 1862)
- Oblężenie Yorktown (5 kwietnia – 4 maja 1862)
- Bitwa o Williamsburg (5 maja 1862)
- Bitwa pod Eltham’s Landing (7 maja 1862)
- Bitwa pod Drewry’s Bluff (15 maja 1862)
- Bitwa pod Hanover Court House (27 maja 1862)
- Bitwa pod Seven Pines (31 maja – 1 czerwca 1862)
- Bitwy siedmiodniowe